# Мей Вітман
Мей Маргарет Вітман (англ. Mae Margaret Whitman; нар. 9 червня 1988) — американська акторка кіно і телебачення, займається озвучуванням фільмів. Відома по ролі Енн Віл в серіалі «Уповільнений розвиток», Ембер Холт в серіалі «Батьки», Роксі Ріхтер у фільмі «Скотт Пілігрим проти всіх», а також з озвучення Катари в мультсеріалі «Аватар: Легенда про Аанга», Роуз в мультсеріалі «Американський дракон: Джейк Лонг» і Дінь-Діньв серії мультфільмів DisneyToon Studios про фей. Її першою головною роллю в кіно була роль дочки президента у фільмі «День незалежності».

## Життєпис
Мей народилася в Лос-Анджелесі в родині Пет Мьюзік, актриси озвучування, і Джеффа Уітмана. Її кар'єра почалася з озвучування реклами компанії «Tyson Foods», Де також брала участь Пет. У той час Мей відвідувала приватну підготовчу школу в Лос-Анджелесі. Згодом перейшла в середню школу в Уайтфіш Бей.

## Фільмографія

### Фільми
| Рік  |    | Українська назва                  | Оригінальна назва                            | Роль                                        |
| ---- | -- | --------------------------------- | -------------------------------------------- | ------------------------------------------- |
| 1994 | ф  | Коли чоловік кохає жінку          | When A Man Loves A Woman                     | Кейсі Грін                                  |
| 1995 | тф |                                   | Naomi & Wynonna: Love Can Build a Bridge     | юна Ешлі Джад                               |
| 1995 | ф  | До побачення, кохання             | Bye Bye Love                                 | Мішель                                      |
| 1996 | ф  | День незалежності                 | Independence Day                             | Патрісія Вітмор                             |
| 1996 | ф  | Один чудовий день                 | One Fine Day                                 | Меггі Тейлор                                |
| 1998 | ф  | Проблиски надії                   | Hope Floats                                  | Берніс Прюітт                               |
| 1999 | ф  | Сезон чудес                       | A Season for Miracles                        | Ленні Томпсон                               |
| 2001 | ф  | Американська рапсодія             | An American Rhapsody                         | Марія                                       |
| 2002 | мф | Дика сімейка Тонберів в кіно      | The Wild Thornberrys Movie                   | школярка (озвучення)                        |
| 2003 | мф | Книга джунглів 2                  | The Jungle Book 2                            | Шанті (озвучення)                           |
| 2004 | мф | Улюбленець учителя                | Teacher's Pet                                | Леслі (озвучення)                           |
| 2005 | мф | Щасливий Ельф                     | The Happy Elf                                | Моллі (озвучення)                           |
| 2005 | ф  |                                   | Going Shopping                               | Коко                                        |
| 2006 | ф  |                                   | The Bondage                                  | Анжеліка                                    |
| 2006 | ф  |                                   | Love's Abiding Joy                           | Колетт Дорос                                |
| 2007 | ф  | Бугімен 2                         | Boogeyman 2                                  | Елісон                                      |
| 2008 | мф | Феї                               | Tinker Bell                                  | Дінь-Дінь (озвучення)                       |
| 2008 | ф  | Ночі в Роданте                    | Nights in Rodanthe                           | Аманда Вілліс                               |
| 2009 | мф | Феї: Загублений Скарб             | Tinker Bell and the Lost Treasure            | Дінь-Дінь (озвучення)                       |
| 2010 | ф  | Скотт Пілігрим проти світу        | Scott Pilgrim vs. the World                  | Роксі                                       |
| 2010 | мф |                                   | Scott Pilgrim vs. the Animation              | Ліза Міллер (озвучення)                     |
| 2010 | мф | Феї: Фантастичний порятунок       | Tinker Bell and the Great Fairy Rescue       | Дінь-Дінь (озвучення)                       |
| 2011 | мф | Турнір долини фей                 | Pixie Hollow Games                           | Дінь-Дінь (озвучення)                       |
| 2012 | мф | Феї: Таємниця магічних крил       | Secret of the Wings                          | Дінь-Дінь (озвучення)                       |
| 2012 | ф  | Переваги скромників               | The Perks of Being a Wallflower              | Мері Елізабет                               |
| 2014 | мф | Феї: Таємниця Піратського Острова | The Pirate Fairy                             | Дінь-Дінь (озвучення)                       |
| 2014 | мф | Вітер дужчає                      | 風 立ち ぬ                                   | Кайо / Кіну (озвучення, англійський дубляж) |
| 2014 | мф | Феї і легенда загадкового звіра   | Tinker Bell and the Legend of the NeverBeast | Дінь-Дінь (озвучення)                       |
| 2015 | ф  | Монстри атакують                  | Freaks of Nature                             | Дженна                                      |
| 2015 | ф  | Простачка                         | The Duff                                     | Б'янка Пайпер                               |
| 2016 | мф | Рок Дог                           | Rock Dog                                     | Дарма (озвучення)                           |
| 2016 | мф |                                   | DC Super Hero Girls: Hero of the Year        | Барбара Ґордон / Бетгерл (озвучення)        |
| 2016 | ф  |                                   | Operator                                     | Емілі Кляйн                                 |
| 2017 | ф  | Каліфорнійський дорожній патруль  | CHiPs                                        | Бібі                                        |
| 2017 | мф |                                   | DC Super Hero Girls: Intergalactic Games     | Барбара Ґордон / Бетгерл (озвучення)        |
| 2018 | мф |                                   | DC Super Hero Girls: Legends of Atlantis     | Барбара Ґордон / Бетгерл (озвучення)        |
| 2020 | ф  |                                   | Valley Girl                                  | Джек                                        |

### Серіали
| Рік       |    | Українська назва                    | Оригінальна назва                 | Роль                                                       |
| --------- | -- | ----------------------------------- | --------------------------------- | ---------------------------------------------------------- |
| 1996      | с  | Ранковий випуск                     | Early Edition                     | Аманда Бейлі (Епізод: "The Choice")                        |
| 1996      | с  | Друзі                               | Friends                           | Сара Туттля (Епізод: "The One Where Rachel Quits")         |
| 1996—1999 | с  | Чиказька надія                      | Chicago Hope                      | Сара Вілметт (17 серій)                                    |
| 1997      | мс | Супермен                            | Superman: The Animated Series     | юна Лоїс Лейн (Епізод: "Monkey Fun")                       |
| 1997—2004 | мс | Джонні Браво                        | Johnny Bravo                      | Сьюзі (52 серії)                                           |
| 1998—2001 | с  | Військово-юридична служба           | JAG                               | Хлої Медісон (8 серій)                                     |
| 1999      | с  | Справедлива Емі                     | Judging Amy                       | Дарсі Мітчелл (Епізод: "Last Tango in Hartford")           |
| 1999      | с  | Провіденс                           | Providence                        | Френсіс Карлайл (2 серії)                                  |
| 1999      | с  | Зал слави «Hallmark»                | Hallmark Hall of Fame             | Аланна Томпсон (Епізод: "A Season for Miracles")           |
| 2000      | мс | Годзілла                            | Godzilla: The Series              | Мег (Епізод: "Shafted")                                    |
| 2000      | мс | Дика сімейка Тонберів               | The Wild Thornberrys              | Антуанетта (Епізод: "Luck Be an Aye-Aye")                  |
| 2001      | мс | Пригоди Джекі Чана                  | Jackie Chan Adventures            | додаткові голоси (Епізод: "Scouts Honor")                  |
| 2004      | с  | Мертва справа                       | Cold Case                         | Іві Кендалл (Епізод: "Lover's Lane")                       |
| 2004      | с  | CSI: Місце злочину                  | CSI: Crime Scene Investigation    | Глінніс Карсон (Епізод: "No Humans Involved")              |
| 2004—2013 | с  | Уповільнений розвиток               | Arrested Development              | Енн Віл (16 серій)                                         |
| 2005—2008 | мс | Аватар: Останній захисник           | Avatar: The Last Airbender        | Катара (60 серій)                                          |
| 2006      | с  | Відчайдушні домогосподарки          | Desperate Housewives              | Сара (Епізод: "Nice She Ain't")                            |
| 2006      | с  | Філ з майбутнього                   | Phil of the Future                | дівчина в сльозах (Епізод: "Stuck in the Meddle with You") |
| 2007      | с  | Анатомія Грей                       | Grey's Anatomy                    | Хізер Дуглас (2 серії)                                     |
| 2007      | с  | Та, що говорить з привидами         | Ghost Whisperer                   | Рейчел Фордхем (Епізод: "Don't Try This at Home")          |
| 2007      | с  | Швидка допомога                     | ER                                | Хізер (Епізод: "The Test")                                 |
| 2008      | с  | Закон і порядок: Спеціальний корпус | Law & Order: Special Victims Unit | Кессіді Корнелл / Хелен Брейдвелл (Епізод: "Streetwise")   |
| 2008—2019 | мс | Сім'янин                            | Family Guy                        | різні ролі (34 серії)                                      |
| 2009      | с  | Криміналісти: мислити як злочинець  | Criminal Minds                    | Джулі (Епізод: "Cradle to Grave")                          |
| 2009—2010 | мс | Шоу Клівленда                       | The Cleveland Show                | різні ролі (2 серії)                                       |
| 2010—2015 | с  | Батьківство                         | Parenthood                        | Ембер Голт (103 серії)                                     |
| 2010      | мс | Бетмен: Відважний і сміливий        | Batman: The Brave and the Bold    | Барбара Ґордон / Бетгерл (2 серії)                         |
| 2011—2022 | мс | Робоцип                             | Robot Chicken                     | різні ролі (4 серії)                                       |
| 2012—2019 | мс | Молода Ліга справедливості          | Young Justice                     | Кессі Сендмарк / Wonder Girl (12 серій)                    |
| 2012      | с  | Косяки                              | Weeds                             | Тула (Епізод: "See Blue and Smell Cheese and Die")         |
| 2012—2017 | мс | Черепашки Ніндзя                    | Teenage Mutant Ninja Turtles      | Ейпріл О'Ніл (92 серії)                                    |
| 2012—2018 | мс | Дракони                             | Dragons                           | Хізер (36 серій)                                           |
| 2013—2019 | мс | Американський тато!                 | American Dad!                     | різні ролі (4 серії)                                       |
| 2013      | с  | Майстри сексу                       | Masters of Sex                    | пацієнтка (Епізод: "Standard Deviation")                   |
| 2014      | с  | Передмістя                          | Suburgatory                       | Каріс (Епізод: "Blame it on the Rainstick")                |
| 2015—2018 | мс |                                     | DC Super Hero Girls               | Барбара Ґордон / Бетгерл (54 серії)                        |
| 2016—2019 | с  | П'яна історія                       | Drunk History                     | оповідачка / Людмила Павличенко (3 серії)                  |
| 2017      | с  | Кімната 104                         | Room 104                          | Ліза (Епізод: "Phoenix")                                   |
| 2018—2021 | с  | Хороші дівчата                      | Good Girls                        | Енні Маркс (50 серій)                                      |
| 2020—-    | мс | Совиний Дім                         | The Owl House                     | Еміті Блайт (20 серій)                                     |
| 2020      | с  | Жартую                              | Kidding                           | Хлоя (Епізод: "I Wonder What Grass Tastes Like")           |
| 2021      | мс | Невразливий                         | Invincible                        | додаткові голоси (Епізод: "It's About Time")               |
| 2022      | мс |                                     | Birdgirl                          | репортерка (Епізод: "With a K")                            |